# Статгарт (Арканзас)
Статгарт (англ. Stuttgart) — місто (англ. city) в США, в окрузі Арканзас штату Арканзас. Населення — 8264 особи (2020).

## Географія

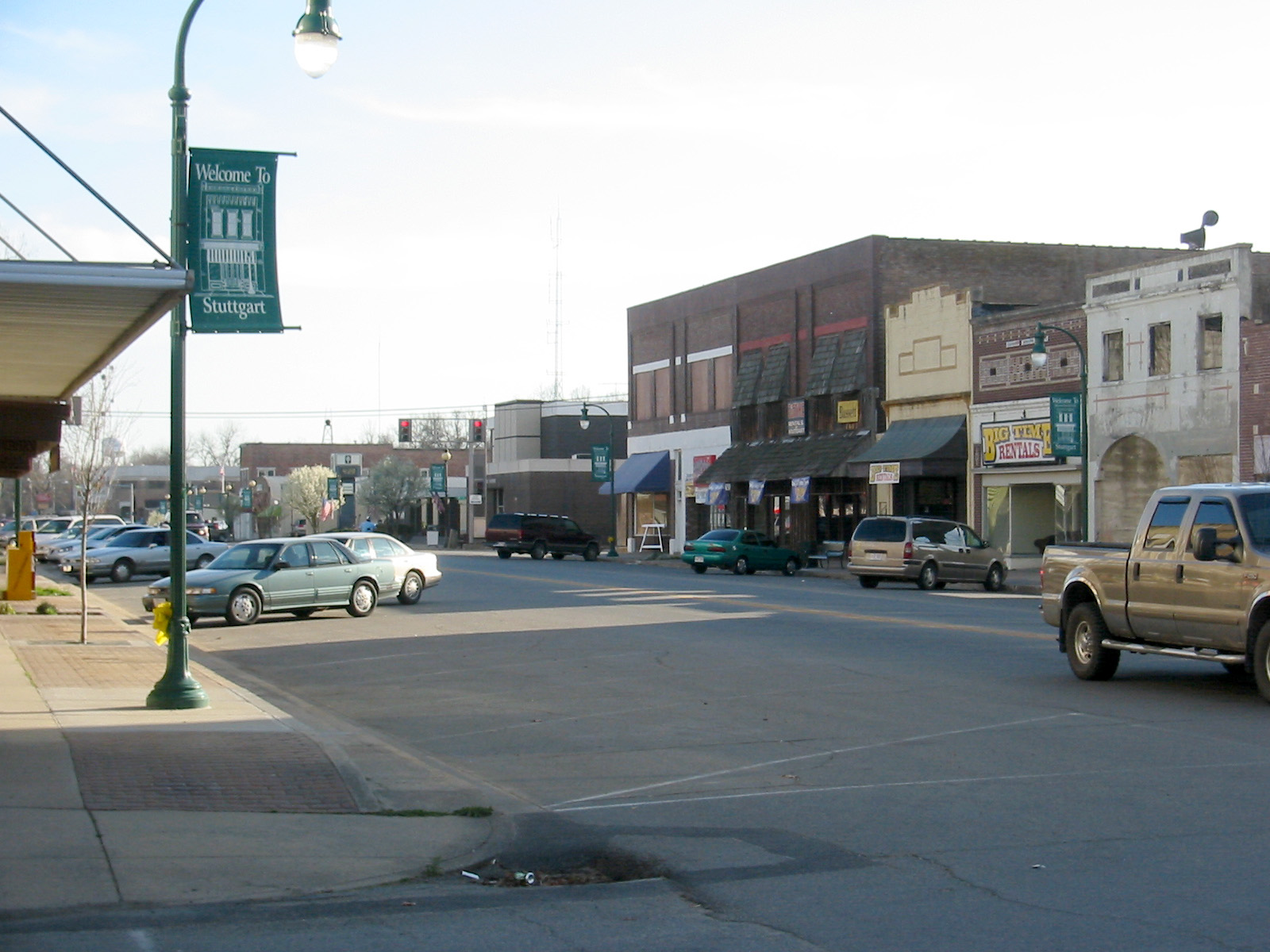
Центр міста

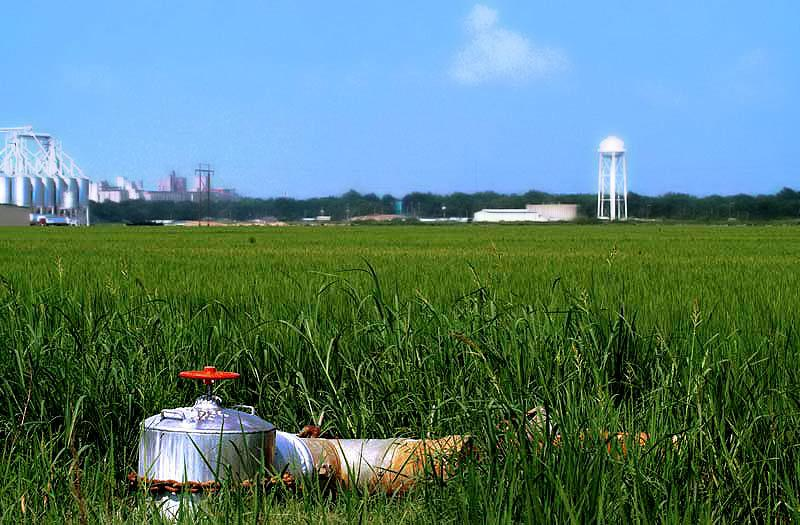
Вид на Статгарт з околиць міста

Статгарт розташований на висоті 64 метри над рівнем моря за координатами 34°29′45″ пн. ш. 91°32′54″ зх. д. / 34.49583° пн. ш. 91.54833° зх. д. (34.495805, -91.548357).  За даними Бюро перепису населення США в 2010 році місто мало площу 18,70 км², уся площа — суходіл.
Верхній шар ґрунту міста та його околиць переважно становить тверда глина, що є сприятливим фактором для вирощування рису в затоплених районах з глинистим ґрунтом. Ландшафт Статгарта плаский, за винятком штучного пагорба «WBA», розташованого в західній частині передмістя населеного пункту.

## Історія
Місто було засноване преподобним Адамом Бюркле, уродженцем німецького міста Фільдерштадт. Бюркле переїхав до Сполучених Штатів 1852 року, деякий час жив в Огайо, а потім заснував новий населений пункт близько містечка Гам-Понд в Арканзасі. 1880 року преподобний відкрив офіс поштової служби США і назвав селище на честь німецького міста Штутгарт. 1882 року через Статгарт була прокладена гілка залізниці, відкрилася невелика залізнична станція.
1884 року Статгарт отримав статус міста, а 1904 року в його околицях почалося масове вирощування рису на затоплених глинистих ґрунтах.

## Демографія
Згідно з переписом 2010 року, у місті мешкало 9326 осіб у 3866 домогосподарствах у складі 2505 родин. Густота населення становила 499 осіб/км².  Було 4344 помешкання (232/км²). 
Расовий склад населення:
| - 58,7 % — білих - 36,5 % — чорних або афроамериканців - 0,7 % — азіатів - 0,2 % — корінних американців - 2,4 % — осіб інших рас |

До двох чи більше рас належало 1,4 %. Іспаномовні складали 3,5 % від усіх жителів.
За віковим діапазоном населення розподілялося таким чином: 24,9 % — особи молодші 18 років, 59,5 % — особи у віці 18—64 років, 15,6 % — особи у віці 65 років та старші. Медіана віку мешканця становила 38,1 року. На 100 осіб жіночої статі у місті припадало 92,8 чоловіків;  на 100 жінок у віці від 18 років та старших — 87,6 чоловіків також старших 18 років.
Середній дохід на одне домашнє господарство  становив 54 773 долари США (медіана — 35 349), а середній дохід на одну сім'ю — 63 093 долари (медіана — 42 368). Медіана доходів становила 32 972 долари для чоловіків та 28 842 долари для жінок. За межею бідності перебувало 22,5 % осіб, у тому числі 35,7 % дітей у віці до 18 років та 5,8 % осіб у віці 65 років та старших.
Цивільне працевлаштоване населення становило 3936 осіб. Основні галузі зайнятості: виробництво — 30,9 %, освіта, охорона здоров'я та соціальна допомога — 16,1 %, роздрібна торгівля — 13,5 %.
За даними перепису населення 2000 року в Статгарті проживало 9745 осіб, 2731 сім'я, налічувалося 3994 домашніх господарств і 4384 житлових будинки. Середня густота населення становила близько 613 осіб на один квадратний кілометр. Расовий склад Статгарта за даними перепису розподілився таким чином: 53,96 % білих, 44,49 % — чорних або афроамериканців, 0,25 % — корінних американців, 0,58 % — азіатів, 0,01 % — вихідців з тихоокеанських островів, 0,50 % — представників змішаних рас, 0,21 % — інших народів. іспаномовні склали 0,81 % від усіх жителів міста.
З 3994 домашніх господарств в 31,6 % — виховували дітей віком до 18 років, 48,0 % представляли собою подружні пари, які спільно проживали, в 16,7 % сімей жінки проживали без чоловіків, 31,6 % не мали сімей. 28,4 % від загального числа сімей на момент перепису жили самостійно, при цьому 12,6 % склали самотні літні люди у віці 65 років та старше. Середній розмір домашнього господарства склав 2,40 особи, а середній розмір родини — 2,94 особи.
Населення міста за віковим діапазоном за даними перепису 2000 року розподілилося таким чином: 26,0 % — жителі молодше 18 років, 8,8 % — між 18 і 24 роками, 26,0 % — від 25 до 44 років, 23,0 % — від 45 до 64 років і 16,2 % — у віці 65 років та старше. Середній вік мешканця склав 38 років. На кожні 100 жінок в Статгарті припадало 86,8 чоловіків, у віці від 18 років та старше — 81,2 чоловіків також старше 18 років.
Середній дохід на одне домашнє господарство в місті склав 31 664 долара США, а середній дохід на одну сім'ю — 39 126 доларів. При цьому чоловіки мали середній дохід в 30 860 доларів США на рік проти 21 817 доларів середньорічного доходу у жінок. Дохід на душу населення в місті склав 16 490 доларів на рік. 13,8 % від усього числа сімей в окрузі і 18,2 % від усієї чисельності населення перебувало на момент перепису населення за межею бідності, при цьому 25,7 % з них були молодші 18 років і 17,3 % — у віці 65 років та старше.